# Operation Righteous Cowboy Lightning

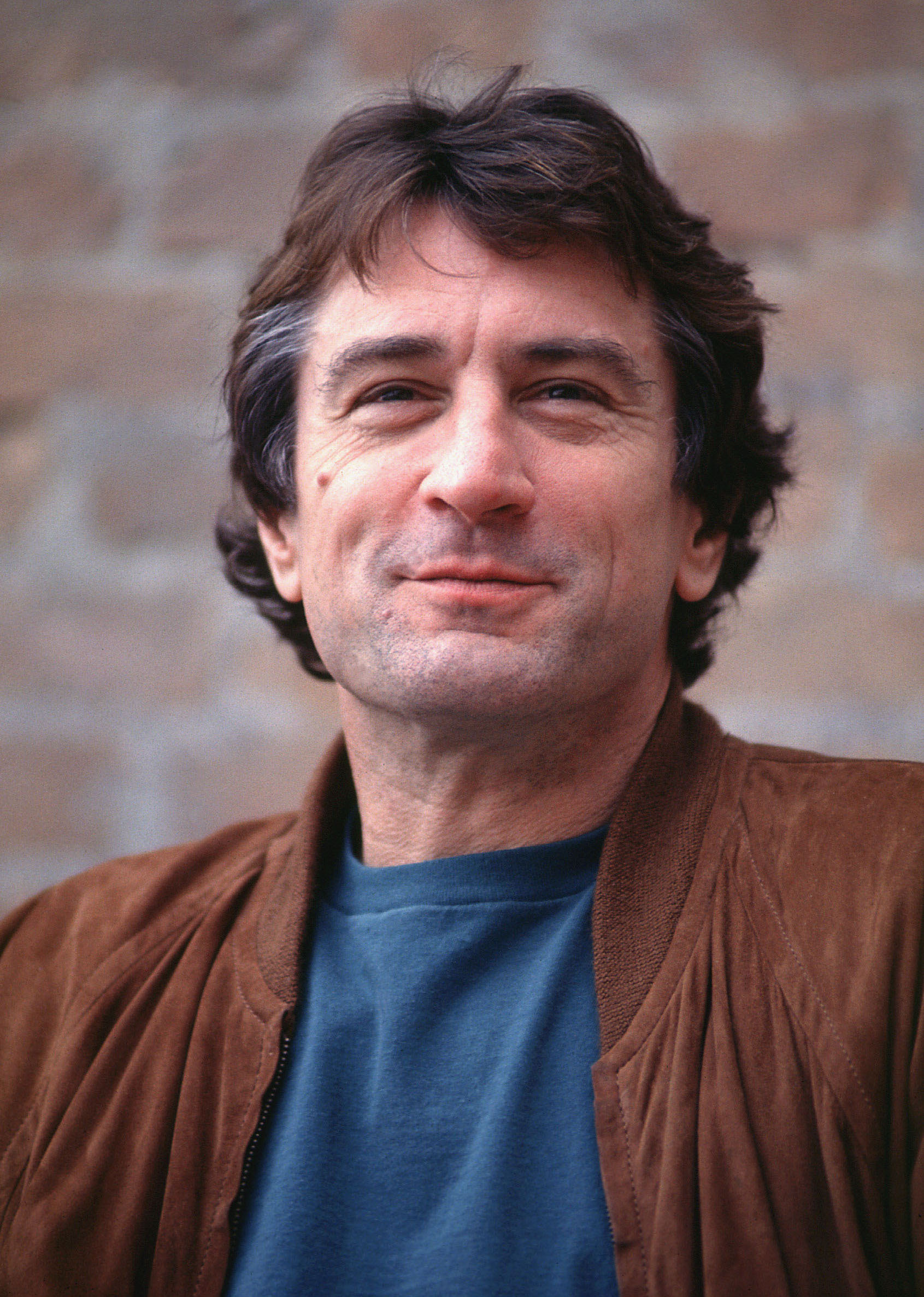
A participação de Robert De Niro foi universalmente aplaudida e consagrada como uma das melhores de 30 Rock.

"Operation Righteous Cowboy Lightning" é o 12.° episódio da quinta temporada da série de televisão de comédia de situação norte-americana 30 Rock, e o 92.° da série em geral. Foi realizado por Beth McCarthy-Miller, que também assumia a função de produtor, e teve o seu enredo escrito por Robert Carlock, que era também produtor executivo da série e co-showrunner. A sua transmissão original nos Estados Unidos ocorreu através da rede de televisão National Broadcasting Company (NBC) na noite de 27 de Janeiro de 2011. Diversos atores fizeram uma participação especial no episódio, incluindo Dean Winters, Adam Fiorentino, Sue Galloway, Hannibal Buress, e Angus Hepburn. O ator de cinema Robert De Niro também participou, desempenhando uma versão fictícia de si mesmo, assim como Tracey Wigfield, membro da equipa de argumentistas e editora de história da série.
No episódio, Liz Lemon (interpretada por Tina Fey) nota que Tracy Jordan começou a se comportar às ordens quando começa a ser seguido pelas câmaras do reality show Queen of Jordan, e decide se aproveitar da situação. Entretanto, o executivo Jack Donaghy (Alec Baldwin) engenha um evento beneficiente pré-gravado para que possa reportar desastres naturais imediatamente e render mais receita à NBC. Ao mesmo tempo, ao tomar conhecimento deste plano, a equipa de argumentistas do TGS with Tracy Jordan começa a bajular John D. Lutz (John Lutz) após este mentir que, em caso de algum desastre, ele poderá salvar três membros da equipa com o seu carro.
Em geral, os críticos especialistas em televisão do horário nobre receberam "Operation Righteous Cowboy Lightning" com opiniões positivas. A maior parte dos elogios foi atribuída à sátira inteligente de programas de reality shows e da cultura empresarial. Uma cena na qual a melodia do tema "Uptown Girl" (1986), do músico Billy Joel, é usada no meio de uma discussão entre Liz e Tracy foi enaltecida como o ponto mais alto do epoisódio, com a participação de De Niro sendo também destacada como um dos momentos mais memoráveis da série. Todavia, embora os críticos tenham apreciado o humor mordaz e utilização sólida do elenco principal, a subtrama de Lutz foi considerada fraca e careceu de uma continuidade mais profunda. Ainda assim, "Operation Righteous Cowboy Lightning" foi colocado em posições elevadas em listas dos melhores episódios de 30 Rock publicada por periódicos como Variety.
De acordo com os dados publicados pelo sistema de mediação de audiências Nielsen Ratings, "Operation Righteous Cowboy Lightning" foi assistido por uma média de 4 milhões e 922 mil agregados familiares durante a sua transmissão original norte-americana, e foi-lhe atribuída a classificação de 2,4 e sete de share entre os telespectadores pertencentes ao perfil demográfico dos 18 aos 49 anos de idade. Este desempenho permitiu ao seriado alcançar a segunda maior audiência da NBC na temporada televisiva de 2010-11 nesse perfil demográfico, excluindo programas desportivos, e melhorou em 26% a média da rede de televisão para o seu horário de transmissão, em relação ao ano anterior. Durante a semana, 30 Rock foi o 16.º programa mais assistido por telespetadores do grupo etário 18–49 anos, e o oitavo entre os do 18–34 anos.

## Produção e desenvolvimento

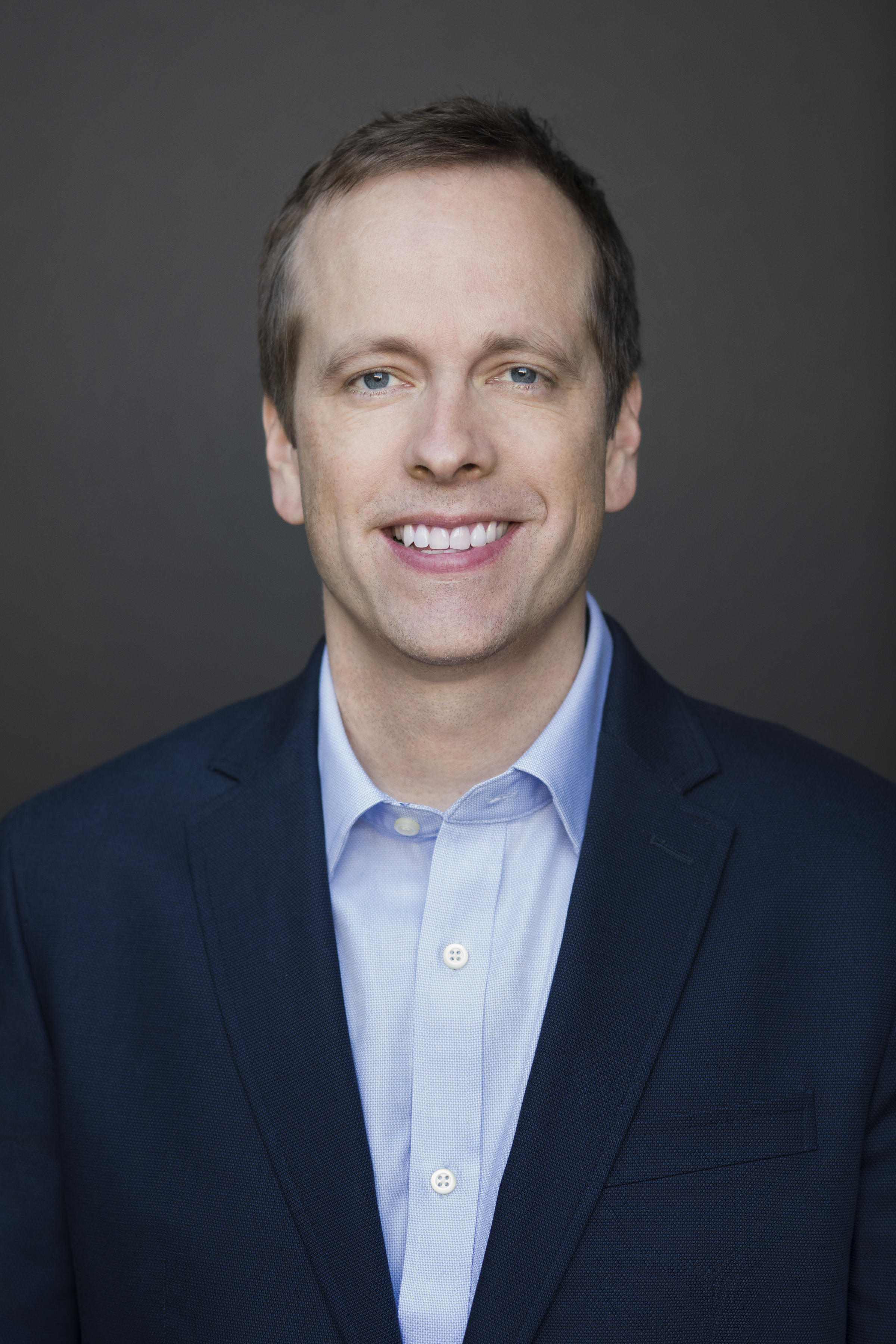
Este foi o 18.° episódio de 30 Rock a ser escrito por Robert Carlock.

"Operation Righteous Cowboy Lightning" é o oitavo episódio da quinta temporada de 30 Rock. As suas filmagens aconteceram a 1 de Dezembro de 2010 nos Estúdios Silvercup em Manhattan, Cidade de Nova Iorque. O episódio foi realizado por Beth McCarthy-Miller, sua 15.ª vez a trabalhar na realização de um episódio de 30 Rock, e teve o seu enredo redigido por Robert Carlock, que assumia ainda as funções de produtor executivo e co-showrunner da série; esta foi a sua 18.ª vez a receber crédito pelo guião de um episódio da série. McCarthy-Miller é uma antiga membro da equipa de realizadores do Saturday Night Live (SNL), um programa de televisão humorístico norte-americano transmitido pela NBC no qual Fey foi argumentista-chefe entre 1999 e 2006. 30 Rock é muitas vezes visto como um reflexo cómico do SNL, e Liz Lemon como uma versão ficcionada de Fey, encarnando as dificuldades de liderar um programa cómico num ambiente dominado por homens, tal como o seu papel na vida real no SNL. Vários antigos integrantes do elenco do SNL já desempenharam papéis importantes ou fizeram participações especiais em 30 Rock, inclusive Tracy Morgan e a própria Fey, que foi a primeira apresentadora feminina do segmento Weekend Update. Além de McCarthy-Miller, outros membros da equipa do SNL que já trabalharam em 30 Rock são: John Lutz, argumentista do SNL entre 2003 a 2010 e membro do elenco de 30 Rock; e Steve Higgins, argumentista e produtor do SNL de 1995 a 2009 que fez participações na sétima temporada de 30 Rock. Alec Baldwin, apesar de nunca ter sido membro do elenco do SNL, detém o recorde de ser o anfitrião do programa por mais vezes, com dezassete vezes.
À medida que foi progredindo com a suas temporadas, 30 Rock inclinou-se cada vez mais para o humor surreal, particularmente com a personagem Kenneth Parcell, que se tornou a mais estranha. Enquanto outras personagens experimentavam desenvolvimentos loucos, como Jack a trabalhar para a administração Bush ou Tracy a vencer um prémio Óscar, o arco de Kenneth tornou-se mais bizarro, com indícios de que poderia ser imortal. Este arco iniciou subtilmente na primeira temporada com o episódio "The Baby Show", no qual há um panfleto na secretária do Dr. Leo Spaceman que lê "Nunca Morre" com uma foto do estagiário no pano de fundo. A partir da terceira temporada, a série foi deixando cair inúmeras pistas sobre a natureza eterna de Kenneth, desde referências vagas à sua idade até momentos mais evidentes em temporadas posteriores. Ele lembra-se de ter tido um papagaio por 60 anos, reage fortemente a sons agudos que só os maiores de 40 anos conseguem ouvir, e possui conhecimento enciclopédico sobre a história da televisão norte-americana. O auge desta estranha história acontece quando a mãe de Kenneth revela que, à nascença, Kenneth lhe disse que não era humano, mas sim um ser imortal. Em "Operation Righteous Cowboy Lightning", equipado com uma espada que parece ser do século XIX, Kenneth revela a Liz que espero ser fotografado bem pelas câmaras de Queen of Jordan, pois cada vez que se olha ao espelho, apenas vê uma névoa branca. Em uma outra cena, ele explica que não consegue comunicar com animais, mas consegue receber ordens deles. Esta piada culmina no episódio final da série, no qual Kenneth, agora presidente da NBC, permanece inalterado pelo tempo, continuando a desempenhar bem o seu papel enquanto ouve um discurso da bisneta de Liz Lemon, décadas no futuro. A série deixou a imortalidade de Kenneth como um mistério aberto.
Ainda em "Operation Righteous Cowboy Lightning", Kenneth argumentou sobre o seu Reverendo Gary. No seriado Unbreakable Kimmy Schmidt, a protagonista Kimmy Schmidt (Ellie Kemper) é presa num abrigo subterrâneo pelo Reverendo Richard Wayne Gary Wayne. Tanto 30 Rock como Unbreakable Kimmy Schmidt foram criadas por Tina Fey. Além disso, o Reverendo Wayne Gary Wayne é interpretado por Jon Hamm em Unbreakable Kimmy Schmidt, que interpretou frequentemente o Dr. Drew Baird em 30 Rock. Jane Krakowski, intérprete de Jenna Maroney em 30 Rock, deu vida a Jacqueline em Unbreakable Kimmy Schmidt, enquanto o ator Mike Carlsen, que fez uma participação especial em 30 Rock no episódio "When It Rains, It Pours" como um trabalhador de construção, deu vida também a um trabalhador de construção em Unbreakable Kimmy Schmidt. A revista Entertainment Weekly questionou se existia alguma relação entre 30 Rock e Unbreakable Kimmy Schmidt, ao que Fey e Carlock responderam negativamente.
A trama central de "Operation Righteous Cowboy Lightning" goza com a natureza "oportunista e pré-fabricada" dos programas de beneficência com celebridades, satirizando como os meios de comunicação não se importam realmente com os desastres que reportam, mas sim em serem os primeiros a reportar e parecerem compassivos. Esta crítica é evidenciada de forma absurda com o exemplo do ator convidado Robert De Niro a gravar falas preparadas para diferentes catástrofes fictícias, incluindo uma na qual os pássaros atacam pessoas, e o riso humano excita-os sexualmente — uma referência ao enredo do filme The Birds (1963), realizado por Alfred Hitchcock. 30 Rock acrescentou uma reviravolta à história real do ator, fingindo que ele tem origem secretamente britânica. Embora esta sua versão ficcionada esteja inicialmente relutante em alinhar na trama de Jack, este ameaça "mandar a MSNBC revelar ao mundo" que de Niro é britânico, ao que de Niro responde num sotaque Cockney. O jornalista Lester Holt também fez uma participação no episódio a noticiar o desastre televisivo no programa NBC Nightly News. O tema "Help the People, the Thing That Happened Happened To", cantado pela personagem de Krakowski no episódio, foi composto por Jeff Richmond, diretor musical e produtor executivo de 30 Rock.
"Operation Righteous Cowboy Lightning" marcou ainda a segunda participação do comediante Hannibal Buress em 30 Rock. Embora ele viria a desempenhar regularmente o papel de um sem-abrigo que frequentemente proporciona um alívio cómico através das suas observações aleatórias e fora do comum, neste episódio ele deu vida a um Tracy fictício usado pela equipa de Queen of Jordan para manipular a sua reconciliação com uma Liz fictícia que, por sua vez, foi desempenhada por Tracey Wigfield, argumentista e editora de história de 30 Rock. Buress, de princípio, juntou-se à equipa de argumentistas na quinta temporada, embora não tenha sido creditado como argumentista principal de episódios específicos, mas acabou por deixar o cargo após um breve período, em parte porque sentiu que não estava a contribuir tanto quanto queria. O envolvimento de Buress em 30 Rock foi um pequeno passo no início da sua carreira que precedeu a sua ascensão no mundo da comédia, onde mais tarde se tornou amplamente reconhecido pelo seu trabalho de comédia stand-up. Outra participação especial em "Operation Righteous Cowboy Lightning" foi a de Dean Winters, a repetir o seu desempenho como Dennis Duffy pela nona vez. Embora não tenha participado do episódio, a atriz Sherri Shepherd, intérprete de Angie Jordan no seriado, foi creditada ao longo dos créditos finais, provavelmente pois a sua imagem de arquivo foi usada na sequência de abertura de Queen of Jordan. Em contrapartida, imagens de arquivo de Mel Gibson foram usadas no episódio, mas o ator não recebeu crédito.

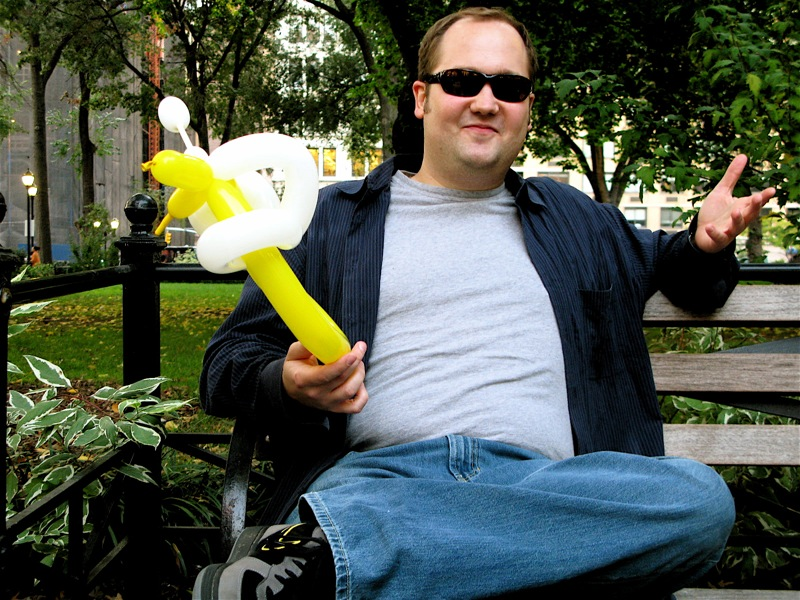
O episódio deu mais destaque do que o habitual à personagem de John Lutz.

O episódio também dá mais destaque do que o habitual à personagem John D. Lutz, interpretada por John Lutz, geralmente retratado como um argumentista patético e sem respeito por parte dos colegas. A sua subtrama explora tanto a sua vida pessoal como a expressão de género, incluindo o uso subtil de maquilhagem como delineador, que se tornou um ponto de humor entre ele e a sua parceira na vida real, Sue Galloway, que participou do episódio a desempenhar Sue LaRoche-Van der Hout. No comentário de áudio para "Operation Righteous Cowboy Lightning", disponível como um dos aspetos bónus do DVD da quinta temporada, ambos atores comentaram acerca das cenas gravadas para o episódio. Lutz brincou exclamando que Alec Baldwin, intérprete de Jack em 30 Rock, reagiu com verdadeiro nojo ao vê-lo caraterizado daquela forma no estúdio e, tanto Lutz como Galloway, questionam se a reação dele foi apenas da sua personagem ou se Baldwin realmente não gosta de Lutz na vida real.
Judah Friedlander, intérprete do argumentista Frank Rossitano em 30 Rock, é conhecido pela sua coleção de chapéus de camionista adornados com vários slogans, frases e palavras. Esta caraterística não é apenas um adereço aleatório, mas sim uma parte integrante da personalidade de Frank e do humor da série. Segundo Friedlander, ele desenha e cria estes chapéus pessoalmente, tendo originado chapéus suficientes para usar um diferente em cada cena de 30 Rock, o que se traduz em cerca de três chapéus por episódio. O conteúdo dos chapéus de Frank reflete frequentemente a sua personalidade sarcástica, interesses peculiares ou referências à cultura popular. Alguns exemplos notáveis incluem erros ortográficos, frases nostálgicas e afirmações bizarras que dão uma ideia do carácter de Frank antes mesmo de ele falar. Ocasionalmente, os chapéus são incorporados no enredo, acrescentando uma camada extra de comédia. A personalidade de Friedlander na vida real também envolve o uso de chapéus semelhantes durante as suas atuações de comédia stand-up. Muitas vezes, ostenta nesses chapéus títulos ou capacidades ultrajantes, como "Campeão do Mundo" em diversas línguas, o que contrasta humoristicamente com o seu comportamento descontraído. Em "Operation Righteous Cowboy Lightning", Frank usa bonés que leem "Cheese Gravy", "1 Card Monte" e "Man Scent."

## Enredo

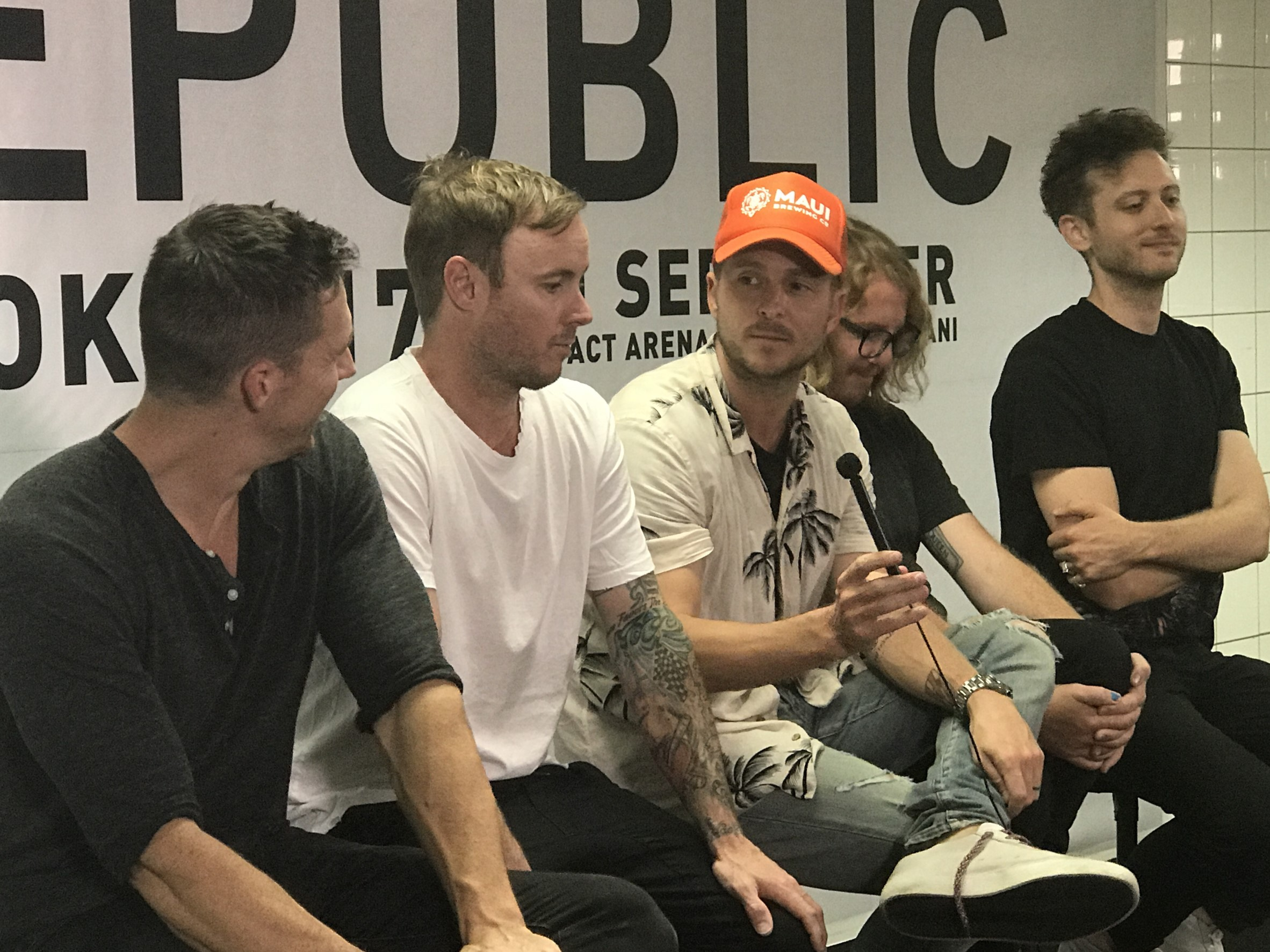
O tema "Secrets" (2009), do grupo britânico OneRepublic, foi reproduzido no episódio.

Liz Lemon (Tina Fey) e Jack Donaghy (Alec Baldwin) observam a instalação de um grande letreiro da Kabletown no topo do edifício 30 da Praça Rockfeller. Já não sendo funcionário da General Electric (GE) e trabalhando agora para a Kabletown, Jack decide conquistar esta nova fase da sua vida tal como fez antes. Depois de fazer uma pesquisa, descobre que os reality shows mais vistos nos últimos cinco anos foram os de celebridades que beneficiam de catástrofes naturais. Uma vez que todos os canais transmitem os programas de beneficência ao mesmo tempo, nenhum deles tem vantagem nem domina as audiências. Para combater esta situação, Jack decide gravar previamente uma ação de beneficência para ir ao ar na noite do próximo desastre natural. Ele contrata o ator Robert De Niro para gravar algumas frases para comover o público e pede a Jenna para gravar uma canção. No final, tudo acaba por explodir na cara de Jack quando o próximo desastre natural é um tufão que afeta Mago, uma ilha vulcânica no setor noroeste do grupo de ilhas Lau do norte das Fiji e casa fictícia do ator infame Mel Gibson. Como resultado, a maratona televisiva pré-gravada por Jack acaba por beneficiar tanto o controverso ator como a estrela de reality shows Jon Gosselin, que estava hospedado na casa de Gibson na altura. Apesar dos esforços de Jack, o espetáculo continua. Contudo, apesar desta reviravolta, o programa é considerado um sucesso, mostrando como, na televisão, não é preciso conteúdo real para algo parecer significativo.
Entretanto, Tracy Jordan (Tracy Morgan) irrita Liz, como de costume, ao não aparecer nos ensaios e ao sair do trabalho para desencadear as suas travessuras. No entanto, o comportamento de Tracy muda instantaneamente quando a equipa de filmagens de Queen of Jordan, o novo reality show da sua esposa, começa a segui-lo. Ele começa a agir de forma responsável e respeitosa em frente às câmaras, pois quer evitar arruinar as suas hipóteses de ganhar um Óscar. Liz tem a ideia de usar o falso bom comportamento de Tracy para o levar a fazer coisas que ele não fez no passado, sabendo que o ator não pode recusar enquanto estiver a ser filmado. Isto funciona até Tracy encontrar uma falha. Quando Liz tenta que Tracy faça mais coisas, ele recusa e insulta-a usando a melodia do tema "Uptown Girl" (1983), de Billy Joel, com as suas próprias letras. Uma vez que a canção está protegida por direitos de autor, qualquer filmagem que contenha essa canção não poderá ser utilizada pelo programa. Liz tenta superá-lo com recurso a autotune, mas mais tarde percebe que não consegue igualar a loucura de Tracy. No final, eles acabam por falar a sós e cada um argumenta que o outro teria sido um fracasso sem a ajuda do outro. No entanto, as câmaras conseguem filmar a situação sorrateiramente, mas Tracy e Liz recusam-se a fazer as pazes. Todavia, quando Queen of Jordan manipula os vários confrontos dos dois e usa dois sósias para criar uma cena de reconciliação ao som da canção "Secrets" (2009) do grupo britânico OneRepublic, tanto Liz como Tracy ficam comovidos e fazem as pazes a sério.
Ao mesmo tempo, os argumentistas do TGS with Tracy Jordan ficam paranóicos a pensar em desastres para os especiais pré-gravados e elaboram um plano para se reagruparem em caso de desastre. No entanto, enquanto decidem quais as competências de cada um, apercebem-se que o argumentista Lutz (John Lutz) não tem competências úteis, até que ele menciona ter um carro no qual os pode conduzir; mas é um carro pequeno e só tem capacidade para três passageiros. Então, os seus colegas começam a bajulá-lo para conseguirem um lugar no carro. Porém, havia um problema com tudo isto: Lutz não tinha realmente um carro, tendo inventado tudo para que os seus colegas gostassem de si. Ele agravou o problema ao contar a toda a gente sobre o quão fantástico e excêntrico o seu carro era. Quando Frank consegue quatro bilhetes para uma sessão de teste de um filme em Nova Jérsia e obriga-o a escolher três pessoas para o acompanharem, Lutz compra um carro usado na hora e aparece no estúdio com ele. O seu plano falha redondamente, pois os argumentistas aperceberam-se imediatamente de que o carro, adornado com chamas colocadas nos lados com marcadores mágicos e fita-cola, acabava de ser comprado e recusam-se a andar nele. Lutz tenta convencê-los a entrarem no carro, que é roubado quando ele não está a ver.

## Referências culturais

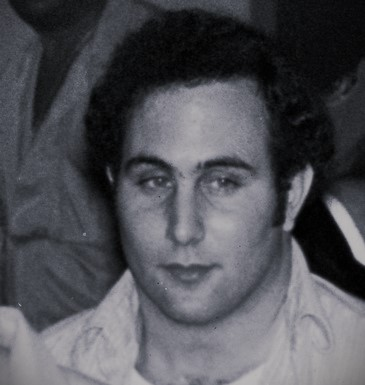
O episódio faz alusão a David Berkowitz.